# 克里斯·揚 (外野手)
克里斯托弗·布蘭登·揚（英語：Christopher Brandon Young，1983年9月5日—），為美國職棒大聯盟的外野手。生涯曾效力過響尾蛇、運動家、大都會、洋基、紅襪與天使等隊。他在2007年成為大聯盟史上首位達成30支全壘打和25次盜壘的菜鳥。

## 早年
揚在聖湯瑪斯摩爾國中小學校開始他的棒球生涯，之後從全國勁旅的百利高中畢業。

## 職業生涯

### 小聯盟時期
揚在2001年美國職棒大聯盟選秀被芝加哥白襪以第16輪選中。他在2003年的阿帕契聯盟全明星賽擔任外野手。他在2005年獲《棒球美國》選為小聯盟全明星賽第一隊外野手，以及年度芝加哥白襪小聯盟球員。
白襪在2005年賽季結束後，將揚與奧蘭多·赫南德茲和路易斯·坎諾交易至亞利桑那響尾蛇，以換來哈維爾·巴斯克斯及現金。他在2006年成為3A全明星賽外野手，及《棒球美國》小聯盟全明星賽第二隊外野手。

### 大聯盟時期

#### 亞利桑那響尾蛇

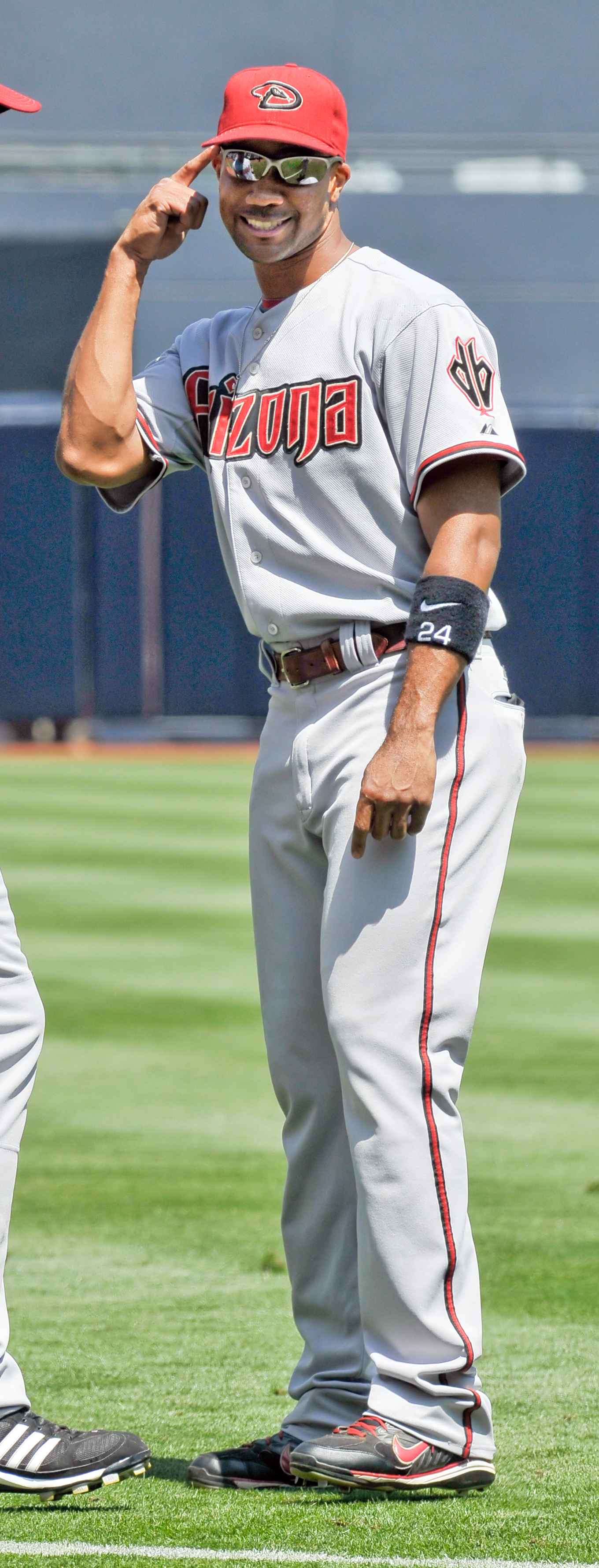
2008年效力於亞利桑那響尾蛇的揚

揚在2006年8月18日於大聯盟出道，並在2007年賽季成為響尾蛇的主力中外野手。在2007年8月17日對上亞特蘭大勇士之戰，他擊出了該季第23支全壘打，寫下響尾蛇的菜鳥紀錄。他同時也成為第8位達成20支全壘打與20次盜壘的菜鳥。
他在該季的27次盜壘是國聯新秀中的最佳（國聯排名第13位），而他的32次全壘打在國聯新秀間排行第2名（僅次於萊恩·布勞恩，並列第10位）。除此之外，揚在國聯新秀間的長打數（64支）和打數（569次）名列第二、得分（85分）名列第三，以及打點（68分）名列第五。他同時還有著.237的打擊率與.295的上壘率，而141次的三振也在國聯新秀間位居首位。
從第49屆大聯盟經理的投票結果來看，揚無疑是2007年托普斯大聯盟新秀全明星隊的首選球員。他在由488位大聯盟球員與30位經理票選的2007年國聯《體育新聞》年度最佳新秀獎中取得第四名（10分），敗給取得128分的布勞恩。他同時也在2007年《棒球美國》年度最佳新秀獎，以及網站Baseball Prospectus的2007年網路棒球國聯年度最佳新秀獎中輸給了布勞恩。
揚在2008年擔任中外野手先發157場。他在該年取得85分及85打點的成績，並以14次盜壘在亞利桑那響尾蛇隊上名列前茅。他的打擊率也上升至.248，但22次的全壘打相較前一年來的少。
他在2009年僅有.212的打擊率，是國聯至少350打席數打者中的最低。2009年8月10日，揚被下放至響尾蛇的3A農場雷諾王牌。內野手魯斯蒂·萊爾則被拉上至響尾蛇的大聯盟陣容。這是揚自2007年進入大聯盟後，首次被下放至小聯盟。他重返大聯盟後有稍稍復甦，轟出該季15支全壘打中的8支，其中包括了9月6日敗給科羅拉多落磯的單場3支陽春全壘打。
2010年4月11日，揚貢獻了一次4分打點，締造了隊史的單局13分紀錄。他作為替補，首度入選國聯全明星隊。7月12日，全明星賽的前一晚，他參加了2010年州立農業全壘打大賽，但僅敲出一支全壘打，並在首輪就被淘汰。賽季結束後，他的7次失誤在國聯外野手中並列首位。
2011年8月11日，揚在對陣休士頓太空人的10局下半擊出了一支3分全壘打，帶領球隊以8比5擊敗對手，並在國聯西區將與舊金山巨人的勝差拉大至1場。

#### 奧克蘭運動家

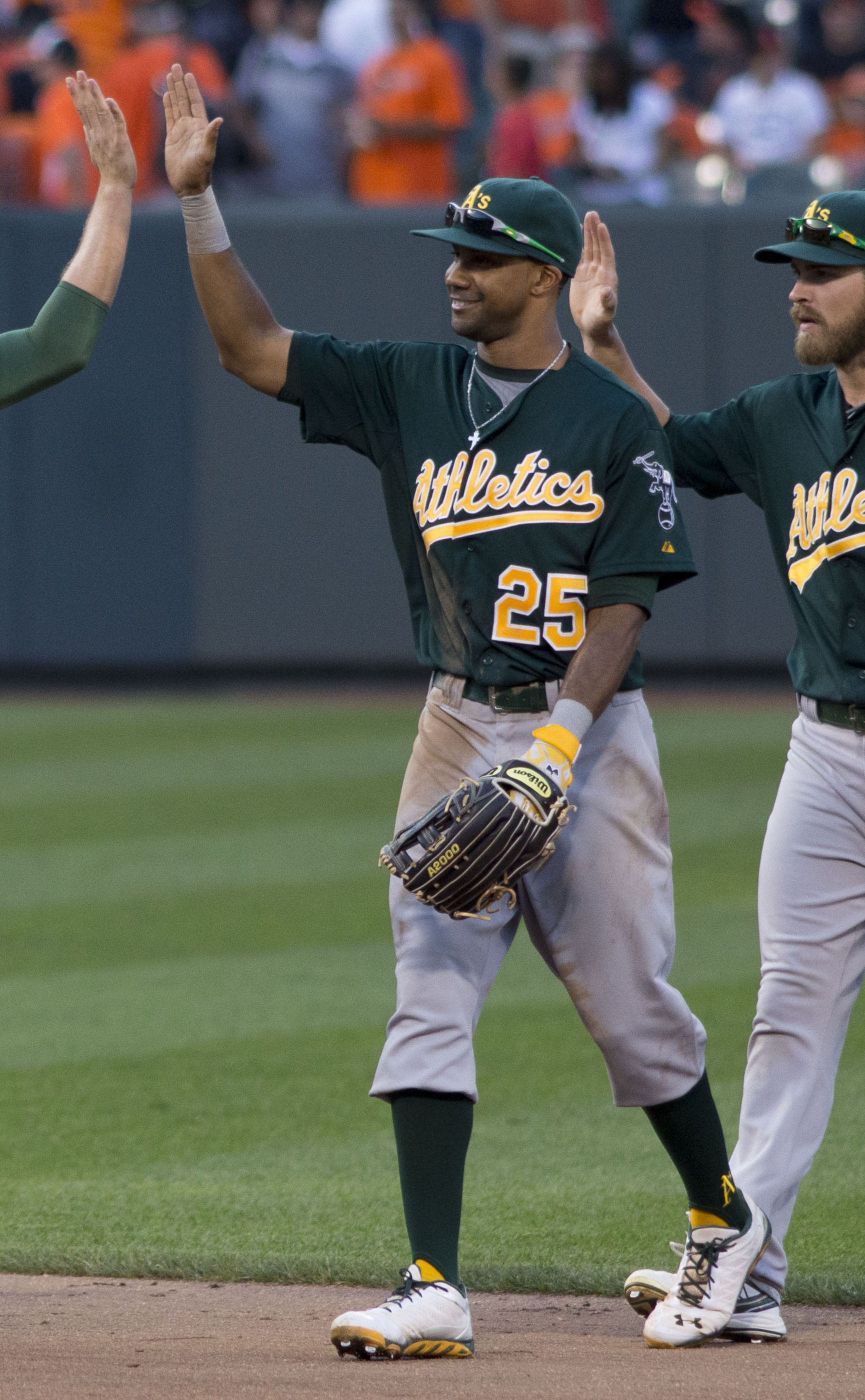
2013年在奧克蘭運動家的楊

2012年10月20日，響尾蛇將揚交易至奧克蘭運動家，換取克里夫·潘寧頓和亞迪·卡布瑞拉。

#### 紐約大都會
2013年11月22日，紐約大都會與揚達成一份1年725萬美元的合約，等待體檢完成後簽約。這份合約在11月26日敲定。2014年8月8日，大都會將他放入指定讓渡名單中。最終，他在8月15日被球團釋出。

#### 紐約洋基
揚在2014年8月27日與紐約洋基簽下一份小聯盟合約。他在9月2日被上升至大聯盟的擴增名單中。九日後，揚在9月11日對上坦帕灣光芒的8局下半敲出一支二壘安打，打破了艾力克斯·科布的無安打比賽，又在9局下半以一支3分再見全壘打幫助洋基以5比4擊敗對手。隔日，揚擊出他三日內的第三支全壘打，在11局上半打破0比0的僵局，不過最終仍以1比2不敵巴爾的摩金鶯。總計這一年度他為洋基隊出賽28場，打擊率為2成82，3支全壘打。
2014年11月8日，揚與洋基簽訂一份1年的大聯盟合約，合約價值為2.5百萬美元。2015年，他有2成52打擊率的賽季成績，主要的定位是「左打專武」，即在對手球隊派出左投手時，被專門指派上場的打者。例如在該年的美聯外卡賽，揚曾取代左打的雅戈比·艾尔斯布里，對陣左投手達拉斯·凱戈。

## 外部連結
- 球員資訊和成績在MLB ，ESPN ，Retrosheet ，Baseball Reference ，Baseball Reference (Minors) ，Fangraphs ，The Baseball Cube （英文）
- Chris Young的X（前Twitter）